# Quis tulerit Gracchos de seditione querentes?
Quis tulerit Gracchos de seditione querentes? è una locuzione latina, che tradotta letteralmente significa «Chi potrebbe sopportare i Gracchi che si lamentano per una sedizione?» (Giovenale, Satire, Il, 2). Il significato fondamentale della frase è che non bisogna condannare negli altri i mezzi che noi stessi abbiamo adoperato, o i difetti che non riusciamo a correggere in noi stessi.
La frase sottintende anche un giudizio molto negativo sull'operato dei fratelli Gaio e Tiberio Gracco, visti non come eroi dei populares ma come dei sediziosi che danneggiavano la concordia dei cittadini entro lo stato romano, giudicandoli causa anziché vittime.